# Loheland-gymnastik

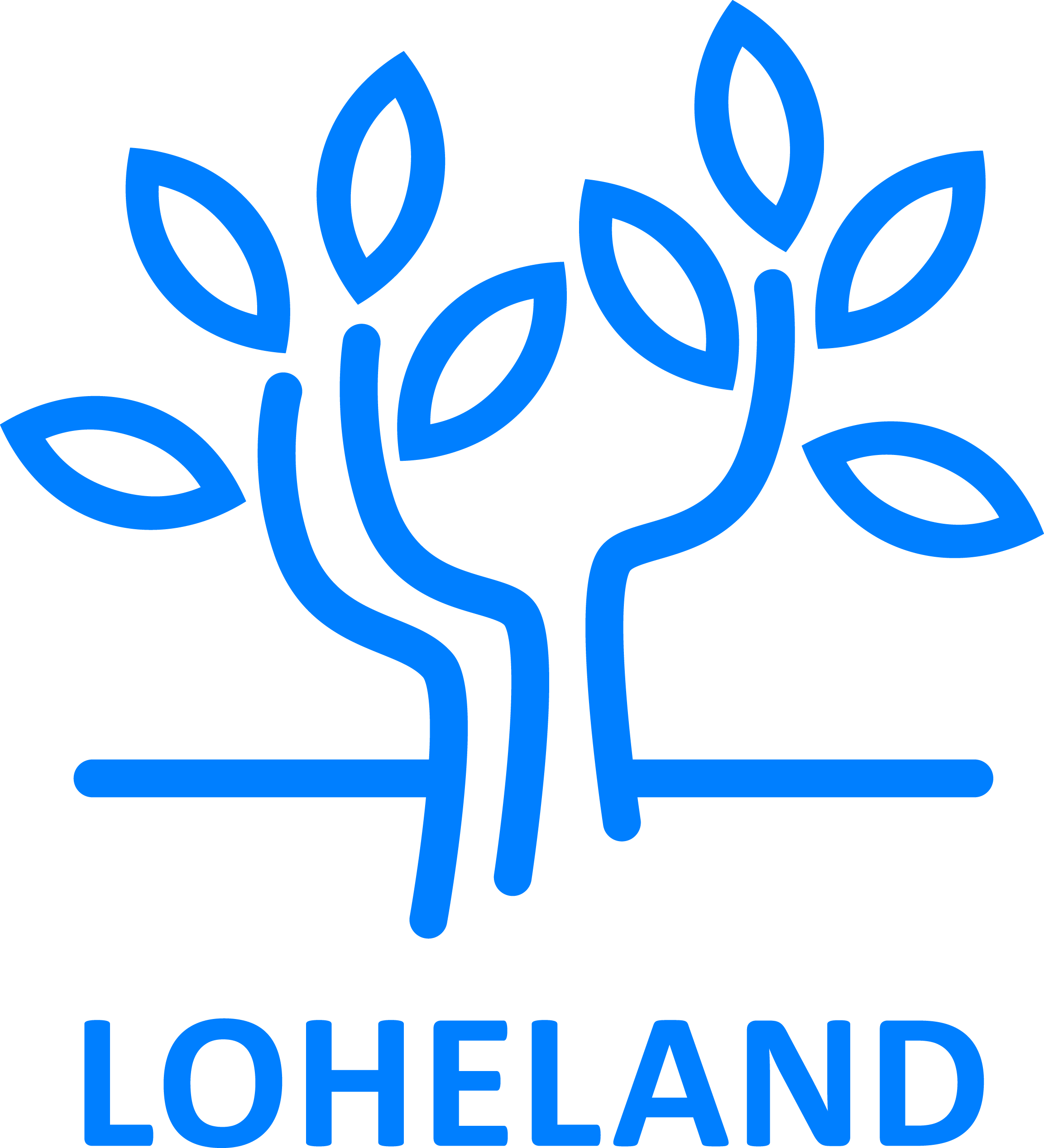
Loheland-stiftelsens logotyp.

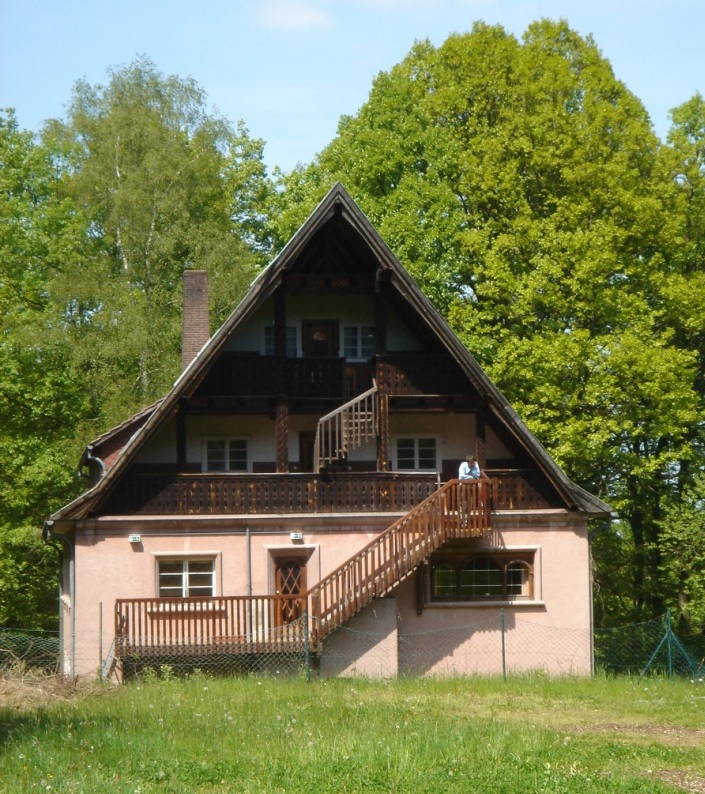
Loheland-Akademie

Loheland-gymnastik är gymnastik och fysiska övningar som rörelsekonst. Den är, liksom waldorfpedagogik och eurytmi, baserad på antroposofi. Syftet med gymnastiken är att rörelsen och människan ska vara enhet och därmed ge en allmän och jämn träning av kroppen och hela organismen. Det skiljer sig därför från atletiken, som vill träna kroppen till individuellt goda prestationer genom ensidiga övningar, och från  agonistiken, som bara fokuserar på rörelsen.
Gymnastiken grundades under tidigt 1900-tal av Louise Langgaard och Hedwig von Rohden. Efter att ha bedrivit verksamheten på flera olika platser ville de inrätta en fast utbildningsanläggning för gymnastiklärare. För detta förvärvades 1919 en fastighet i Loheland, och "Lohelandschule für Gymnastik, Landbau und Handwerk” grundades.
Gymnastiken utövas främst av kvinnor och har ibland drag av dans. Louise Langgaard och Hedwig von Rohden tog inspiration från en ny bred rörelse som formades under det tidiga 1900-talet, man gjorde inte strikt skillnad mellan fysioterapi, gymnastik och dans. Man använde nya ord som "rörelsekonst" eller "kroppskultur" och man intog ett nytt slag av helhetstänkande. Viktiga influenser kom från många nytänkare, bland andra Dora Menzler, Bess Mensendieck, Hedwig Kallmeyer och Hedwig Hagemann, men även från tidens fridans.
Gymnastiklärarna utbildades även i ett vetenskapligt förhållningssätt, genom studier av pedagogik, anatomi, psykologi, idrottsmedicin och salutogenes. I kursen fanns också massage, graviditetsgymnastik, amning, ortopedisk gymnastik, rörelseterapi, dans, rytm, vattengymnastik.
Utbildningen som gymnastiklärare för Loheland-gymnastik hade under 2000-talet även utvidgats till en studiekurs med dubbel behörighet antingen som hälsopedagog eller kreativ pedagog. Studierna behandlade rörelsebildning, rörelsedesign, hållningsträning, dans, rytm, rörelseterapi, omvårdnad och ortopedisk gymnastik, motopedia, graviditetsgymnastik, andningsvård, massage, sport- och vattengymnastik. Utbildningen av gymnastiklärare i Loheland upphörde 2009. 
Den uppmärksammade tyska stumfilmen Kraft och skönhet från 1925 visar bland annat ett avsnitt från Lohelandskolan.